# 1951 no teatro

## Nascimentos
| Data           | Nome                 | Profissão                                     | Nacionalidade | Observações | Ref |
| -------------- | -------------------- | --------------------------------------------- | ------------- | ----------- | --- |
| 6 de Março     | Natália do Valle     | atriz                                         | Brasil        |             |     |
| 31 de Julho    | Vladimir Capella     | autor e dramaturgo                            | Brasil        |             |     |
| 27 de Novembro | Vera Fischer         | atriz                                         | Brasil        |             |     |
| 10 de Dezembro | Hamilton Vaz Pereira | autor, diretor e ator                         | Brasil        |             |     |
| 28 de dezembro | José Pedro Gomes     | ator, autor e encenador (teatro, tv e cinema) | Portugal      |             |     |

## Mortes
| Data | Nome | Profissão | Nacionalidade | Observações | Ref |
| ---- | ---- | --------- | ------------- | ----------- | --- |